# Йота Волка
Йота Волка (лат. ι Lupi), HD 125238 — двойная звезда в созвездии Волка на расстоянии приблизительно 399 световых лет (около 122 парсеков) от Солнца. Видимая звёздная величина звезды — +4,201m. Возраст звезды определён как около 20,3 млн лет.

## Характеристики
Первый компонент — бело-голубая звезда спектрального класса B2,5IV или B3. Масса — около 4,498 солнечных, радиус — около 3,566 солнечных, светимость — около 835,18 солнечных. Эффективная температура — около 14284 K.
Второй компонент — красный карлик спектрального класса M. Масса — около 173,67 юпитерианских (0,1658 солнечной). Удалён на 2,469 а.е..